# Ilex tsangii
Ilex tsangii är en järneksväxtart som beskrevs av Shiu Ying Hu. Ilex tsangii ingår i släktet järnekar, och familjen järneksväxter. Utöver nominatformen finns också underarten I. t. guangxiensis.